# 1982 en hockey sur glace
Cette page présente les éléments de hockey sur glace de l'année 1982, que ce soit d'un point de vue rencontres internationales ou championnats nationaux. Les grandes dates des différentes compétitions sont données ainsi que les décès de personnalités du hockey mondial.

## Autres Évènements

### Fondation de club
- Association des sports de glisse d'Angers (France).
- Rouen hockey élite 76 (France).

### Fins de carrière
- Ron Andruff.